# Zdounky
Zdounky – gmina w Czechach, w powiecie Kromieryż, w kraju zlińskim. Według danych z dnia 1 stycznia 2012 liczyła 2136 mieszkańców.
Składa się z sześciu części:
- Zdounky
- Cvrčovice
- Divoky
- Lebedov
- Nětčice
- Těšánky